# Festival Internacional de la Canción de Viña del Mar 1961
Il secondo festival de la canción de Viña del Mar si tenne a Viña del Mar dall'11 al 21 febbraio 1961 e fu vinto dai Los Cuatro Duendes con Sin tu amor scritta da Óscar Olivares e Gilberto Ávila.
Tra gli interpreti Los Caporales, Lorenzo Valderrama, l'orchestra Huambaly, la cantante rock argentina Baby Bell, i comici Lucho Navarro e Jorge Romero.

## Classifica

### Sezione popolare
| Posizione | Canzone     | Autori                            | Artista                  | Nazione |
| 1.        | Sin tu amor | (Óscar Olivares e Gilberto Ávila) | Los Cuatro Duendes       | Cile    |
| 2.        | Contigo sì  | (Manuel Lira e José Goles)        | Manuel Lira e José Goles | Cile    |
| 3.        | Sì, sì, sì  | (Jaime Atria)                     | Jaime Atria              | Cile    |

### Sezione folkloristica
| Posizione | Canzone       | Autori        | Artista     | Nazione |
| 1.        | La Consentida | (Jaime Atria) | Los Guainas | Cile    |
| 2.        |               |               |             |         |
| 3.        | Velero        | (Jaime Atria) | Jaime Atria |         |